# ダーウィンの動物大図鑑 はろ〜!あにまる
ダーウィンの動物大図鑑 はろ〜!あにまる（ダーウィンのどうぶつだいずかん はろーあにまる）は、NHKで放送された哺乳類を題材にした教養番組である。

## 概要
これまでの『ダーウィンが来た! 〜生きもの新伝説〜』のような週1回放送と異なり、平日帯番組として「動物図鑑」の形式で、アフリカの熱帯雨林を起点に1週間で地域をピックアップし、その地域に生息する哺乳類が放送される（その週で紹介する哺乳類はエンディングで表示される。）1年間で世界1周しながら哺乳類を1日1種類ずつ紹介していく。全240回の放送。また、メインの動物のほかに「きょうのかわいい!」というミニコーナーで哺乳類、なかでも小さな動物や赤ちゃん等を1種類紹介する。このコーナー終わりにリラ・プラップの絵が表示される。
番組構成は、
オープニング→はじめに→Aパート（その哺乳類の身体、食べ物などを紹介）→きょうのかわいい→イラスト→Bパート（その哺乳類の生態）→おわりに→エンディング

## 語り

### Dr.ダーウィン・動物
Dr.ダーウィン
チャールズ・ダーウィンをモデルとした番組ナビゲーターキャラクター。ビーグル号に乗って哺乳類を探している。番組の冒頭と終わりに登場し、リラ・プラップの動物イラストの鞄を持ち歩く。妻子がいる。番組冒頭では、その週でピックアップする地域と動物（主人公）を紹介し、エンディングでは「進化とは奇妙奇天烈なのダーウィン」と言ってエンディングテーマになる。
動物
一話につき1種類紹介され、登場時に「Hello」と言う。声はその声を担当するキャラクターに似ることもある。Dr.ダーウィンとの関係は不明。自身について、話すところは「ダーウィンが来た!」と大きく異なる。
Dr.ダーウィン＆声の主
- 高橋英樹
- 大山のぶ代
- 水樹奈々
- 福山潤
- 野川さくら

以上の俳優・声優らが、週替わりでDr.ダーウィンと動物を担当する。

### きょうのかわいい!
- 野川さくら

## 放送一覧
編集中です
| 放送日         | テーマ                           | 登場動物                   | 声優       | きょうのかわいい |
| -------------- | -------------------------------- | -------------------------- | ---------- | ---------------- |
| 2008年04月07日 | アフリカの熱帯雨林               | ニシローランドゴリラ       | 高橋英樹   | レッサーパンダ   |
| 2008年04月08日 | アフリカの熱帯雨林               | マウンテンゴリラ           | 高橋英樹   | ヒメウォンバット |
| 2008年04月09日 | アフリカの熱帯雨林               | チンパンジー               | 高橋英樹   | エゾナキウサギ   |
| 2008年04月10日 | アフリカの熱帯雨林               | マンドリル                 | 高橋英樹   | ラッコ           |
| 2008年04月11日 | アフリカの熱帯雨林               | マルミミゾウ               | 高橋英樹   | メガネグマ       |
| 2008年04月14日 | アフリカのサバンナの肉食獣       | ライオン1                  | 大山のぶ代 | アゴヒゲアザラシ |
| 2008年04月15日 | アフリカのサバンナの肉食獣       | ライオン2                  | 大山のぶ代 | コアラ           |
| 2008年04月16日 | アフリカのサバンナの肉食獣       | ライオン3                  | 大山のぶ代 | ヤマネ           |
| 2008年04月17日 | アフリカのサバンナの肉食獣       | ヒョウ                     | 大山のぶ代 | カピバラ         |
| 2008年04月18日 | アフリカのサバンナの肉食獣       | チーター                   | 大山のぶ代 | フサオマキザル   |
| 2008年04月21日 | アフリカのサバンナの草食獣       | カバ1                      | 水樹奈々   | 不明             |
| 2008年04月22日 | アフリカのサバンナの草食獣       | カバ2                      | 水樹奈々   |                  |
| 2008年04月23日 | アフリカのサバンナの草食獣       | ヌー                       | 水樹奈々   | コアラ           |
| 2008年04月24日 | アフリカのサバンナの草食獣       | シマウマ                   | 水樹奈々   | モグラ           |
| 2008年04月25日 | アフリカのサバンナの草食獣       | トムソンガゼル             | 水樹奈々   | タイワンリス     |
| 2008年04月28日 | アフリカのサバンナのユニーク獣   | アフリカゾウ1              | 福山潤     | 不明             |
| 2008年04月29日 | アフリカのサバンナのユニーク獣   | アフリカゾウ2              | 福山潤     | 不明             |
| 2008年04月30日 | アフリカのサバンナのユニーク獣   | キリン                     | 福山潤     | 不明             |
| 2008年05月01日 | アフリカのサバンナのユニーク獣   | オオミミギツネ             | 福山潤     | セル19D          |
| 2008年05月02日 | アフリカのサバンナのユニーク獣   | イボイノシシ               | 福山潤     | セル20D          |
| 2008年05月05日 | アフリカのサバンナの肉食獣2      | サーバル                   | 林家三平   | セル21D          |
| 2008年05月06日 | アフリカのサバンナの肉食獣2      | ブチハイエナ               | 林家三平   | セル22D          |
| 2008年05月07日 | アフリカのサバンナの肉食獣2      | キンイロジャッカル         | 林家三平   | セル23D          |
| 2008年05月08日 | アフリカのサバンナの肉食獣2      | アードウルフ               | 林家三平   | セル24D          |
| 2008年05月09日 | アフリカのサバンナの肉食獣2      | リカオン                   | 林家三平   | セル25D          |
| 2008年05月12日 | アフリカの乾燥地帯               | アフリカゾウ               | 大山のぶ代 | セル26D          |
| 2008年05月13日 | アフリカの乾燥地帯               | キリン                     | 大山のぶ代 | セル27D          |
| 2008年05月14日 | アフリカの乾燥地帯               | セグロジャッカル           | 大山のぶ代 | セル28D          |
| 2008年05月15日 | アフリカの乾燥地帯               | ミーアキャット             | 大山のぶ代 | セル29D          |
| 2008年05月16日 | アフリカの乾燥地帯               | ジリス                     | 大山のぶ代 | セル30D          |
| 2008年05月19日 | アフリカの岩場地帯               | アヌビスヒヒ               | 林家三平   | セル31D          |
| 2008年05月20日 | アフリカの岩場地帯               | バーバリーマカク           | 林家三平   | セル32D          |
| 2008年05月21日 | アフリカの岩場地帯               | ゲラダヒヒ                 | 林家三平   | セル33D          |
| 2008年05月22日 | アフリカの岩場地帯               | パタスモンキー             | 林家三平   | セル34D          |
| 2008年05月23日 | アフリカの岩場地帯               | マントヒヒ                 | 林家三平   | セル35D          |
| 2008年05月26日 | マダガスカルのサル               | ワオキツネザル             | 水樹奈々   | セル36D          |
| 2008年05月27日 | マダガスカルのサル               | ゴールデンバンブーレムール | 水樹奈々   | セル37D          |
| 2008年05月28日 | マダガスカルのサル               | ベローシファカ１           | 水樹奈々   | セル38D          |
| 2008年05月29日 | マダガスカルのサル               | ベローシファカ２           | 水樹奈々   | セル39D          |
| 2008年05月30日 | マダガスカルのサル               | インドリ                   | 水樹奈々   | セル40D          |
| 2008年06月02日 | マダガスカルのサル2              | カンムリキツネザル１       | 水樹奈々   | セル41D          |
| 2008年06月03日 | マダガスカルのサル2              | カンムリキツネザル２       | 水樹奈々   | セル42D          |
| 2008年06月04日 | マダガスカルのサル2              | エリマキキツネザル         | 水樹奈々   | セル43D          |
| 2008年06月05日 | マダガスカルのサル2              | アイアイ                   | 水樹奈々   | セル44D          |
| 2008年06月06日 | マダガスカルのサル2              | ネズミキツネザル           | 水樹奈々   | セル45D          |
| 2008年06月09日 | オーストラリア珍獣天国１         | ハリモグラ                 | 福山潤     | セル46D          |
| 2008年06月10日 | オーストラリア珍獣天国１         | カモノハシ１               | 福山潤     | セル47D          |
| 2008年06月11日 | オーストラリア珍獣天国１         | カモノハシ２               | 福山潤     | セル48D          |
| 2008年06月12日 | オーストラリア珍獣天国１         | フクロミツスイ             | 福山潤     | セル49D          |
| 2008年06月13日 | オーストラリア珍獣天国１         | アカアシヤブワラビー       | 福山潤     | セル50D          |
| 2008年06月16日 | オーストラリアカンガルー天国     | アカカンガルー１           | 水樹奈々   | セル51D          |
| 2008年06月17日 | オーストラリアカンガルー天国     | アカカンガルー２           | 水樹奈々   | セル52D          |
| 2008年06月18日 | オーストラリアカンガルー天国     | オオカンガルー             | 水樹奈々   | セル53D          |
| 2008年06月19日 | オーストラリアカンガルー天国     | タヅナツメオワラビー       | 水樹奈々   | セル54D          |
| 2008年06月20日 | オーストラリアカンガルー天国     | ニオイネズミカンガルー     | 水樹奈々   | セル55D          |
| 2008年06月23日 | オーストラリア珍獣天国2          | コアラ１                   | 高橋英樹   | セル56D          |
| 2008年06月24日 | オーストラリア珍獣天国2          | コアラ２                   | 高橋英樹   | セル57D          |
| 2008年06月25日 | オーストラリア珍獣天国2          | ウォンバット               | 高橋英樹   | セル58D          |
| 2008年06月26日 | オーストラリア珍獣天国2          | フクロネコ                 | 高橋英樹   | セル59D          |
| 2008年06月27日 | オーストラリア珍獣天国2          | タスマニアデビル           | 高橋英樹   | セル60D          |
| 2008年06月30日 | 南極と海洋                       | ナンキョクオットセイ       | 水樹奈々   | セル61D          |
| 2008年07月01日 | 南極と海洋                       | ミナミセミクジラ１         | 水樹奈々   | セル62D          |
| 2008年07月02日 | 南極と海洋                       | ミナミセミクジラ２         | 水樹奈々   | セル63D          |
| 2008年07月03日 | 南極と海洋                       | ヒョウアザラシ             | 水樹奈々   | セル64D          |
| 2008年07月04日 | 南極と海洋                       | シロナガスクジラ           | 水樹奈々   | セル65D          |
| 2008年07月07日 | 東南アジアの熱帯雨林             | シロテテナガザル           | 水樹奈々   | セル66D          |
| 2008年07月08日 | 東南アジアの熱帯雨林             | ジャワヒョウ               | 水樹奈々   | セル627D         |
| 2008年07月09日 | 東南アジアの熱帯雨林             | バビルサ                   | 水樹奈々   | セル68D          |
| 2008年07月10日 | 東南アジアの熱帯雨林             | フィリピンメガネザル       | 水樹奈々   | セル69D          |
| 2008年07月11日 | 東南アジアの熱帯雨林             | ムーアモンキー             | 水樹奈々   | セル70D          |
| 2008年07月14日 | ボルネオの珍獣                   | ボルネオオランウータン１   | 高橋英樹   | セル71D          |
| 2008年07月15日 | ボルネオの珍獣                   | ボルネオオランウータン2    | 高橋英樹   | セル72D          |
| 2008年07月16日 | ボルネオの珍獣                   | テングザル                 | 高橋英樹   | セル72D          |
| 2008年07月17日 | ボルネオの珍獣                   | マレーヒヨケザル           | 高橋英樹   | セル74D          |
| 2008年07月18日 | ボルネオの珍獣                   | ウンピョウ                 | 高橋英樹   | セル75D          |
| 2008年07月21日 | インドとスリランカのハンターたち | ベンガルトラ               | 水樹奈々   | セル76D          |
| 2008年07月22日 | インドとスリランカのハンターたち | インドライオン             | 水樹奈々   | セル77D          |
| 2008年07月23日 | インドとスリランカのハンターたち | キンイロジャッカル         | 水樹奈々   | セル78D          |
| 2008年07月24日 | インドとスリランカのハンターたち | スレンダーロリス１         | 水樹奈々   | セル79D          |
| 2008年07月28日 | インドとスリランカの草食獣       | アジアゾウ１               | 福山潤     | セル81D          |
| 2008年07月29日 | インドとスリランカの草食獣       | アジアゾウ2                | 福山潤     | セル82D          |
| 2008年07月30日 | インドとスリランカの草食獣       | ハヌマンラングール         | 福山潤     | セル83D          |
| 2008年07月31日 | インドとスリランカの草食獣       | インドサイ                 | 福山潤     | セル84D          |
| 2008年08月01日 | インドとスリランカの草食獣       | サンバー                   | 福山潤     | セル85D          |
| 2008年08月04日 | アジアの高山                     | ユキヒョウ                 | 林家三平   | セル86D          |
| 2008年08月05日 | アジアの高山                     | ブルーシープ               | 林家三平   | セル87D          |
| 2008年08月06日 | アジアの高山                     | クチグロナキウサギ         | 林家三平   | セル88D          |
| 2008年08月07日 | アジアの高山                     | タイリクオオカミ           | 林家三平   | セル89D          |
| 2008年08月08日 | アジアの高山                     | サイガ                     | 林家三平   | セル90D          |
| 2008年08月18日 | 中国とその周辺の珍獣1            | ジャイアントパンダ１       | 高橋英樹   | セル91D          |
| 2008年08月19日 | 中国とその周辺の珍獣1            | ジャイアントパンダ２       | 高橋英樹   | セル92D          |
| 2008年08月20日 | 中国とその周辺の珍獣1            | キンシコウ                 | 高橋英樹   | セル93D          |
| 2008年08月21日 | 中国とその周辺の珍獣1            | ターキン                   | 高橋英樹   | セル94D          |
| 2008年08月22日 | 中国とその周辺の珍獣1            | タイワンリス               | 高橋英樹   | セル95D          |
| 2008年08月25日 | 中国とその周辺の珍獣2            | レッサーパンダ             | 福山潤     | セル96D          |
| 2008年08月26日 | 中国とその周辺の珍獣2            | モウコノウマ               | 福山潤     | セル97D          |
| 2008年08月27日 | 中国とその周辺の珍獣2            | フタコブラクダ             | 福山潤     | セル98D          |
| 2008年08月28日 | 中国とその周辺の珍獣2            | オオスナネズミ             | 福山潤     | セル99D          |
| 2008年08月29日 | 中国とその周辺の珍獣2            | タルバガン                 | 福山潤     | セル100D         |
| 2008年09月01日 | 九州・沖縄１                     | ヤクシマザル               | 水樹奈々   | セル101D         |
| 2008年09月02日 | 九州・沖縄１                     | アマミノクロウサギ1        | 水樹奈々   | セル102D         |
| 2008年09月03日 | 九州・沖縄１                     | アマミノクロウサギ2        | 水樹奈々   | セル103D         |
| 2008年09月04日 | 九州・沖縄１                     | ツシマヤマネコ             | 水樹奈々   | セル104D         |
| 2008年09月05日 | 九州・沖縄１                     | ケラマジカ                 | 水樹奈々   | セル105D         |
| 2008年09月08日 | 九州・沖縄2                      | ミサキウマ                 | 高橋英樹   | セル106D         |
| 2008年09月09日 | 九州・沖縄2                      | ニホンザル（幸島）         | 高橋英樹   | セル107D         |
| 2008年09月10日 | 九州・沖縄2                      | ニホンジカ（馬毛島）       | 高橋英樹   | セル108D         |
| 2008年09月11日 | 九州・沖縄2                      | ダイトウオオコウモリ       | 高橋英樹   | セル109D         |
| 2008年09月12日 | 九州・沖縄2                      | コウベモグラ               | 高橋英樹   | セル110D         |
| 2008年09月15日 | 本州１                           | ツキノワグマ１             | 水樹奈々   | セル111D         |
| 2008年09月16日 | 本州１                           | ツキノワグマ2              | 水樹奈々   | セル112D         |
| 2008年09月17日 | 本州１                           | ムササビ                   | 水樹奈々   | セル113D         |
| 2008年09月18日 | 本州１                           | ニホンカモシカ             | 水樹奈々   | セル114D         |
| 2008年09月19日 | 本州１                           | ヤマネ                     | 水樹奈々   | セル115D         |
| 2008年09月22日 | 本州2                            | ニホンザル（槍ヶ岳）       | 水樹奈々   | セル116D         |
| 2008年09月23日 | 本州2                            | ニホンザル（金華山）       | 水樹奈々   | セル117D         |
| 2008年09月24日 | 本州2                            | ホンドタヌキ               | 水樹奈々   | セル118D         |
| 2008年09月25日 | 本州2                            | ホンドキツネ               | 水樹奈々   | セル119D         |
| 2008年09月26日 | 本州2                            | ニホンイノシシ             | 水樹奈々   | セル120D         |
| 2008年09月29日 | 本州3                            | ニホンアナグマ             | 福山潤     | セル121D         |
| 2008年09月30日 | 本州3                            | ニホンジカ（里山）         | 福山潤     | セル122D         |
| 2008年10月01日 | 本州3                            | カヤネズミ                 | 福山潤     | セル123D         |
| 2008年10月02日 | 本州3                            | ニホンイタチ               | 福山潤     | セル124D         |
| 2008年10月03日 | 本州3                            | ニホンザル（下北半島）     | 福山潤     | セル125D         |
| 2008年10月06日 | 本州4・外来種                    | キクガシラコウモリ         | 福山潤     | セル126D         |
| 2008年10月07日 | 本州4・外来種                    | ニホンノウサギ             | 福山潤     | セル127D         |
| 2008年10月08日 | 本州4・外来種                    | ニホンリス                 | 福山潤     | セル128D         |
| 2008年10月09日 | 本州4・外来種                    | ヌートリア                 | 福山潤     | セル129D         |
| 2008年10月10日 | 本州4・外来種                    | アライグマ                 | 福山潤     | セル130D         |
| 2008年10月13日 | 北海道１                         | エゾヒグマ１               | 野川さくら | セル131D         |
| 2008年10月14日 | 北海道１                         | エゾヒグマ2                | 野川さくら | セル132D         |
| 2008年10月15日 | 北海道１                         | キタキツネ１               | 野川さくら | セル133D         |
| 2008年10月16日 | 北海道１                         | キタキツネ２               | 野川さくら | セル134D         |
| 2008年10月17日 | 北海道1                          | エゾシカ                   | 野川さくら | セル135D         |
| 2008年10月20日 | 北海道2                          | エゾナキウサギ             | 野川さくら | セル136D         |
| 2008年10月21日 | 北海道2                          | エゾシマリス               | 野川さくら | セル137D         |
| 2008年10月22日 | 北海道2                          | エゾリス                   | 野川さくら | セル138D         |
| 2008年10月23日 | 北海道2                          | エゾモモンガ１             | 野川さくら | セル139D         |
| 2008年10月24日 | 北海道2                          | エゾモモンガ２             | 野川さくら | セル140D         |
| 2008年10月27日 | 北海道3                          | エゾユキウサギ１           | 野川さくら | セル141D         |
| 2008年10月28日 | 北海道3                          | エゾユキウサギ２           | 野川さくら | セル142D         |
| 2008年10月29日 | 北海道3                          | エゾクロテン               | 野川さくら | セル143D         |
| 2008年10月30日 | 北海道3                          | ゴマフアザラシ             | 野川さくら | セル144D         |
| 2008年10月31日 | 北海道3                          | ゼニガタアザラシ           | 野川さくら | セル145D         |
| 2008年11月03日 | ロシア                           | アムールヒョウ             | 高橋英樹   | セル141D         |
| 2008年11月04日 | ロシア                           | アムールトラ１             | 高橋英樹   | セル142D         |
| 2008年11月05日 | ロシア                           | アムールトラ２             | 高橋英樹   | セル143D         |
| 2008年11月06日 | ロシア                           | バイカルアザラシ           | 高橋英樹   | セル144D         |
| 2008年11月07日 | ロシア                           | カムチャツカのヒグマ       | 高橋英樹   | セル145D         |
| 2008年11月10日 | 北太平洋                         | クラカケアザラシ           | 高橋英樹   | セル141D         |
| 2008年11月11日 | 北太平洋                         | ニタリクジラ               | 高橋英樹   | セル142D         |
| 2008年11月12日 | 北太平洋                         | シャチ１                   | 高橋英樹   | セル143D         |
| 2008年11月13日 | 北太平洋                         | シャチ２                   | 高橋英樹   | セル144D         |
| 2008年11月14日 | 北太平洋                         | カマイルカ                 | 高橋英樹   | セル145D         |
| 2008年11月17日 | 北極１                           | ホッキョクグマ１           | 福山潤     | セル141D         |
| 2008年11月18日 | 北極１                           | ホッキョクグマ２           | 福山潤     | セル142D         |
| 2008年11月19日 | 北極１                           | ホッキョクギツネ           | 福山潤     | セル143D         |
| 2008年11月20日 | 北極１                           | ジャコウウシ               | 福山潤     | セル144D         |
| 2008年11月21日 | 北極1                            | トナカイ                   | 福山潤     | セル145D         |
| 2008年11月24日 | 北極2                            | イッカク                   | 水樹奈々   | セル141D         |
| 2008年11月25日 | 北極2                            | タテゴトアザラシ           | 水樹奈々   | セル142D         |
| 2008年11月26日 | 北極2                            | シロイルカ                 | 水樹奈々   | セル143D         |
| 2008年11月27日 | 北極2                            | セイウチ                   | 水樹奈々   | セル144D         |
| 2008年11月28日 | 北極2                            | セミクジラ                 | 水樹奈々   | セル145D         |
| 2008年12月01日 | 北アメリカ１                     | アメリカクロクマ           | 水樹奈々   | セル141D         |
| 2008年12月02日 | 北アメリカ１                     | コディアックヒグマ         | 水樹奈々   | セル142D         |
| 2008年12月03日 | 北アメリカ１                     | カリフォルニアアシカ       | 水樹奈々   | セル143D         |
| 2008年12月04日 | 北アメリカ１                     | ラッコ１                   | 水樹奈々   | セル144D         |
| 2008年12月05日 | 北アメリカ１                     | ラッコ２                   | 水樹奈々   | セル145D         |
| 2008年12月08日 | 北アメリカ2                      | タイリクオオカミ           | 林家三平   | セル141D         |
| 2008年12月09日 | 北アメリカ2                      | カナダカワウソ             | 林家三平   | セル142D         |
| 2008年12月10日 | 北アメリカ2                      | グリズリー                 | 林家三平   | セル143D         |
| 2008年12月11日 | 北アメリカ2                      | シロイワヤギ               | 林家三平   | セル144D         |
| 2008年12月12日 | 北アメリカ2                      | ワピチ                     | 林家三平   | セル             |
| 2008年12月15日 | 北アメリカ3                      | オグロプレーリードッグ１   | 水樹奈々   | セル141D         |
| 2008年12月16日 | 北アメリカ3                      | オグロプレーリードッグ２   | 水樹奈々   | セル142D         |
| 2008年12月17日 | 北アメリカ3                      | アメリカバイソン           | 水樹奈々   | セル143D         |
| 2008年12月19日 | 北アメリカ3                      | スウィフトギツネ           | 水樹奈々   | セル144D         |
| 2008年12月22日 | 北アメリカ4                      | ムース１                   | 水樹奈々   | セル141D         |
| 2008年12月23日 | 北アメリカ4                      | ムース２                   | 水樹奈々   | セル142D         |
| 2008年12月24日 | 北アメリカ4                      | アメリカビーバー１         | 水樹奈々   | セル143D         |
| 2008年12月25日 | 北アメリカ4                      | アメリカビーバー２         | 水樹奈々   | セル144D         |
| 2008年12月26日 | 北アメリカ4                      | トウブハイイロリス         | 水樹奈々   | セル145D         |

| 放送日         | テーマ         | 登場動物                                         | 声優       | 今日のかわいい |
| -------------- | -------------- | ------------------------------------------------ | ---------- | -------------- |
| 2009年01月05日 | ヨーロッパ１   | ヨーロッパバイソン                               | 福山潤     | セル1D         |
| 2009年01月06日 | ヨーロッパ1    | ヨーロッパビーバー                               | 福山潤     | セル2D         |
| 2009年01月07日 | ヨーロッパ１   | タイリクオオカミ                                 | 福山潤     | セル1D         |
| 2009年01月08日 | ヨーロッパ1    | オオヤマネコ                                     | 福山潤     | セル2D         |
| 2009年01月09日 | ヨーロッパ1    | アカシカ                                         | 福山潤     | セル2D         |
| 2009年01月12日 | ヨーロッパ2    | アカギツネ                                       | 福山潤     | セル1D         |
| 2009年01月13日 | ヨーロッパ2    | アイベックス                                     | 福山潤     | セル2D         |
| 2009年01月14日 | ヨーロッパ2    | シャモア                                         | 福山潤     | セル1D         |
| 2009年01月15日 | ヨーロッパ2    | ユーラシアカワウソ                               | 福山潤     | セル2D         |
| 2009年01月16日 | ヨーロッパ2    | アゴヒゲアザラシ                                 | 福山潤     | セル2D         |
| 2009年01月19日 | 大西洋         | ミナミゾウアザラシ                               | 高橋英樹   | セル1D         |
| 2009年01月20日 | 大西洋         | アメリカマナティー１                             | 高橋英樹   | セル2D         |
| 2009年01月21日 | 大西洋         | アメリカマナティー２                             | 高橋英樹   | セル1D         |
| 2009年01月22日 | 大西洋         | タイセイヨウマダライルカ                         | 高橋英樹   | セル2D         |
| 2009年01月26日 | 大西洋         | マッコウクジラ（カリブ海）                       | 高橋英樹   | セル2D         |
| 2009年01月27日 | 太平洋         | ザトウクジラ                                     | 水樹奈々   | セル1D         |
| 2009年01月28日 | 太平洋         | ハワイモンクアザラシ                             | 水樹奈々   | セル2D         |
| 2009年01月29日 | 太平洋         | マッコウクジラ（小笠原）                         | 水樹奈々   | セル1D         |
| 2009年01月30日 | 大平洋         | ジュゴン                                         | 水樹奈々   | セル2D         |
| 2009年01月31日 | 大平洋         | コククジラ                                       | 水樹奈々   | セル2D         |
| 2009年02月02日 | 中南米１       | ジャガー                                         | 高橋英樹   | セル1D         |
| 2009年02月03日 | 中南米１       | ミユビナマケモノ                                 | 高橋英樹   | セル2D         |
| 2009年02月04日 | 中南米１       | オオアルマジロ                                   | 高橋英樹   | セル1D         |
| 2009年02月05日 | 中南米1        | オオアリクイ                                     | 高橋英樹   | セル2D         |
| 2009年02月06日 | 中南米1        | メガネグマ                                       | 高橋英樹   | セル2D         |
| 2009年02月09日 | 中南米2        | フサオマキザル                                   | 野川さくら | セル1D         |
| 2009年02月10日 | 中南米2        | ノドジロオマキザル                               | 野川さくら | セル2D         |
| 2009年02月11日 | 中南米2        | ハゲウアカリ                                     | 野川さくら | セル1D         |
| 2009年02月12日 | 中南米2        | ムリキ１                                         | 野川さくら | セル2D         |
| 2009年02月13日 | 中南米2        | ムリキ２                                         | 野川さくら | セル2D         |
| 2009年02月16日 | 中南米3        | ピグミーマーモセット１                           | 福山潤     | セル1D         |
| 2009年02月17日 | 中南米3        | ピグミーマーモセット２                           | 福山潤     | セル2D         |
| 2009年02月18日 | 中南米3        | ゴールデンライオンタマリン                       | 福山潤     | セル1D         |
| 2009年02月19日 | 中南米3        | クロクモザル                                     | 福山潤     | セル2D         |
| 2009年02月20日 | 中南米3        | シロミミオポッサム                               | 福山潤     | セル2D         |
| 2009年02月23日 | 中南米4        | オオカワウソ                                     | 水樹奈々   | セル1D         |
| 2009年02月24日 | 中南米4        | カピバラ                                         | 水樹奈々   | セル2D         |
| 2009年02月25日 | 中南米4        | ビクーニャ                                       | 水樹奈々   | セル1D         |
| 2009年02月26日 | 中南米4        | ハナジロハナグマ                                 | 水樹奈々   | セル2D         |
| 2009年02月27日 | ガラパゴス諸島 | ガラパゴスゾウガメ                               | 水樹奈々   | セル2D         |
| 2009年03月02日 | 食べ物１       | 肉を食べる（ライオン他）                         | 高橋英樹   | セル1D         |
| 2009年03月03日 | 食べ物１       | 虫を食べる（スレンダーロリス他）                 | 高橋英樹   | セル2D         |
| 2009年03月04日 | 食べ物１       | アリ・シロアリを食べる（オオアリクイ他）         | 高橋英樹   | セル1D         |
| 2009年03月05日 | 食べ物１       | 魚を食べる（カナダカワウソ他）                   | 高橋英樹   | セル2D         |
| 2009年03月06日 | 食べ物１       | 海の小動物を食べる（ラッコ他）                   | 高橋英樹   | セル2D         |
| 2009年03月09日 | 食べ物2        | 草を食べる（アフリカゾウ他）                     | 水樹奈々   | セル1D         |
| 2009年03月10日 | 食べ物2        | 葉を食べる（コアラ他）                           | 水樹奈々   | セル2D         |
| 2009年03月11日 | 食べ物2        | 花・蜜・果実を食べる（ボルネオオランウータン他） | 水樹奈々   | セル1D         |
| 2009年03月12日 | 食べ物2        | 木の実を食べる（エゾリス他）                     | 水樹奈々   | セル2D         |
| 2009年03月13日 | 食べ物2        | 何でも食べる（エゾヒグマ他）                     | 水樹奈々   | セル2D         |
| 2009年03月16日 | 子育て拝見     | ミーアキャット                                   | 高橋英樹   | セル1D         |
| 2009年03月17日 | 子育て拝見     | イボイノシシ                                     | 高橋英樹   | セル2D         |
| 2009年03月18日 | 子育て拝見     | フクロアリクイ                                   | 高橋英樹   | セル1D         |
| 2009年03月19日 | 子育て拝見     | スラウェシメガネザル                             | 高橋英樹   | セル2D         |
| 2009年03月20日 | 子育て拝見     | アジルテナガザル                                 | 高橋英樹   | セル2D         |

| 放送予定日     | テーマ                           | 登場動物           | 声優     | 今日のかわいい |
| -------------- | -------------------------------- | ------------------ | -------- | -------------- |
| 2008年7月25日  | インドとスリランカのハンターたち | スレンダーロリス２ | 水樹奈々 | セル1C         |
| 2008年12月18日 | 北アメリカ３                     | コヨーテ           | 水樹奈々 |                |

## 放送時間
放送時間はすべて日本標準時（JST）、2011年度のもの。

### 本放送
- 月曜日 - 金曜日 15:35 - 15:45（Eテレ）

### 再放送
- 土曜日 12:50 - 13:00（Eテレ、東海・北陸地方のみ）
  - 東海・北陸地方以外では『中学生日記』の再放送を実施しているが、東海・北陸地方では総合テレビ『世界ふれあい街歩き』の時間帯（金曜日22時台）が別番組のための振替放送としてフィラー番組に割り当てしている。

### 放送枠
2011年度は平日の本放送がEテレキッズに内包されていた。

## テーマ曲
- エンディング「Hello!」倉木麻衣

## 派生番組
『なぜ? どうして? がおがおぶーっ!』は、本番組の動物イラストを担当するリラ・プラップをフィーチャーしたショートアニメ。